# European Language Competence Licence Quality Alliance
European Language Competence Licence Quality Alliance (ELCL QA) – międzynarodowe stowarzyszenie na rzecz jakości w nauczaniu języków obcych. Wspiera oraz upowszechnia wdrażanie CEFR – Common European Framework of Reference for Languages. Inicjatywa ELCL QA funkcjonuje w Niemczech, Austrii, Szwajcarii, Wielkiej Brytanii, Irlandii, Polsce, we Włoszech oraz na Węgrzech, planowane jest rozszerzenie obszaru działania na kolejne kraje. Akredytację ELCL QA mogą uzyskać szkoły językowe, SJO uczelni wyższych, ośrodki szkoleniowe, prowadzące kursy językowe oraz niezależni lektorzy, którzy program nauczania języków obcych realizują zgodnie z zaleceniami CEFR oraz spełnieniają wymogi jakościowe ELCL QA.

## Cel
Wspólnym celem ELCL QA jest stworzenie przejrzystego systemu oceny w obszarze nauki języków obcych na terenie całej Europy, zapewnienie wysokiej jakości certyfikatów językowych oraz zabezpieczenie jakości w procesie nauczania języków obcych, zgodnie z zaleceniami Parlamentu Europejskiego oraz 
EQARF.

## CertyfikatELCL Quality Alliance
Europejski certyfikat ELCL QA uznawany jest we wszystkich krajach Europy, jak również w Japonii, Kanadzie i Australii. Stanowi uzupełnienie Europassu. Potwierdza on zgodność z wytycznymi CEFR, systemu opracowanego pod auspicjami Rady Europy. Dla właściciela certyfikat stanowi dowód jakości jego kompetencji językowych, pracodawcy  natomiast umożliwia weryfikację umiejętności językowych swoich  pracowników oraz kandydatów do pracy. W kwietniu 2009 roku, Europejski certyfikat ELCL QA został uhonorowany Medalem Europejskim.